# Тахиаташский район
Тахиата́шский район (каракалп. Taqıyatas rayonı / Тақыятас районы,узб. Taxiatosh tumani / Тахиатош тумани) — административная единица в Республике Каракалпакстан (Узбекистан). Административный центр — город Тахиаташ.

## История
Район был образован 9 августа 2017 года путём выделения части Ходжейлийского района.

## Административно-территориальное деление
По состоянию на 8 ноября 2017 года в состав района входят:
- Город районного подчинения Тахиаташ.
- Городской посёлок Найманкуль.
- 3 сельских схода граждан:

1. Кенегес,
2. Найманкуль,
3. Сарайкуль.